# Drei Haselnüsse für Aschenbrödel
Drei Haselnüsse für Aschenbrödel (Originaltitel: Tři oříšky pro Popelku) ist ein Märchenfilm nach dem Märchen O Popelce (deutsch: Über Aschenputtel) von Božena Němcová sowie Grimms Aschenputtel in der Version von 1819. Die ČSSR-/DDR-Koproduktion entstand 1973 unter der Regie von Václav Vorlíček und ist inzwischen einer der bekanntesten Märchenfilme. Das als Kultfilm geltende Werk ist seit langem fester Bestandteil im Weihnachtsprogramm der öffentlich-rechtlichen Sender der deutschsprachigen Länder.

## Handlung
Schimmel Nikolaus, der Hund Kasperle und eine Schmuckschatulle, die von der Eule Rosalie bewacht wird – das ist alles, was Aschenbrödel nach dem Tod ihres Vaters geblieben ist. Den Gutshof hat ihre herrische Stiefmutter an sich gerissen. Diese und ihre leibliche Tochter Dora, genannt Dorchen, erniedrigen Aschenbrödel nach Kräften und behandeln sie wie eine Magd.
Eines Tages kommt das Königspaar auf Durchreise zu Besuch auf das Gut. Durch Schmeicheleien gelingt es der Stiefmutter, zusammen mit ihrer Tochter eine Einladung zum Hofball zu erhalten. Dort soll Dora nach dem Plan ihrer Mutter das Herz des Prinzen gewinnen. Der Prinz und seine Begleiter Kamil und Vítek hätten eigentlich bei diesem Besuch anwesend sein sollen, aber sie haben sich in den Wald abgesetzt, um auf die Jagd zu gehen. Dem Prinzen ist Vergnügen wichtiger als Etikette, was insbesondere seinen Vater ärgert, der ihn deshalb dringend verheiratet sehen will.
Im Wald begegnet Aschenbrödel dem Prinzen zum ersten Mal – in ihrer einfachen, verschmutzten Alltagskleidung. Als der Prinz gerade ein Reh schießen will, bewirft sie ihn mit einem Schneeball, so dass er das Ziel verfehlt. Der Prinz versucht daraufhin, sie mit seinen Gefährten quer durch den Wald einzufangen; er erwischt Aschenbrödel schließlich auch, sie kann jedoch auf seinem Pferd entkommen. Sie spielt ein wenig Katz und Maus mit den drei Jägern und gelangt unbemerkt auf den Gutshof zurück.
Dora und ihre Mutter treffen für den Ball des Königs hektisch Vorbereitungen. Knecht Vinzek wird in die Stadt geschickt, um für die Herrschaften teure Kleider und Schmuck zu besorgen. Auf der Rückfahrt fallen ihm drei Haselnüsse in den Schoß (die ihm samt einem Vogelnest schicksalhafterweise vom Prinzen von einem Baum geschossen werden). Die Nüsse bringt er Aschenbrödel mit, da sie sich von ihm gewünscht hat, was ihm „auf dem Weg vor die Nase kommt“.
Wie sich herausstellt, sind die Nüsse verzaubert. Die erste Nuss enthält ein Jagdgewand. Damit ausstaffiert und wie ein Junge aussehend begegnet Aschenbrödel dem Prinzen ein zweites Mal, als er mit seinem Gefolge zur königlichen Jagd aufgebrochen ist. Aschenbrödel beweist ihre Schießkünste mit der Armbrust, indem sie erst einen Raubvogel und dann auf Anweisung einen Fichtenzapfen trifft. Nachdem sie einen wertvollen Ring als Auszeichnung erhalten hat, reitet sie davon, ohne sich zu erkennen zu geben. Der Prinz, der ihr nachreitet, sieht zwar das Mädchen aus der ersten Begegnung wieder, nicht aber den „jungen Jägersmann“.
Der Tag des Hofballs rückt heran. Als Aschenbrödel darum bittet, mitfahren zu dürfen, vermischt die Stiefmutter Linsen mit Mais, verteilt das Ganze auf dem Fußboden und verlangt von Aschenbrödel, die Linsen und den Mais bis zu ihrer Rückkehr zu sortieren. Dank der Hilfe von Tauben, die die Arbeit für das Mädchen übernehmen, gewinnt sie Zeit und öffnet die zweite Nuss. Mit dem darin enthaltenen Ballkleid sucht sie den Hofball auf, mit einem Gesichtsschleier, damit Prinz und Stiefmutter sie nicht erkennen.
Ihre Erscheinung versetzt alle in Staunen. Der Prinz, der bisher alle ihm vorgestellten Damen verschmäht hat, tanzt mit ihr und verliebt sich auf der Stelle. Als er sie fragt, ob sie ihn heiraten möchte, stellt sie ihm drei Rätselfragen, womit sie jeweils zeigt, dass sie gerne von ihm erkannt werden möchte:

„Die Wangen sind mit Asche beschmutzt, aber der Schornsteinfeger ist es nicht.
Ein Hütchen mit Federn, die Armbrust über der Schulter, aber ein Jäger ist es nicht.
Zum Dritten: Ein silbergewirktes Kleid mit Schleppe zum Ball, aber eine Prinzessin ist es nicht, mein holder Herr.“

Da der Prinz die Rätsel nicht lösen kann, verlässt Aschenbrödel den Ball. Auf der Schlosstreppe verliert sie dabei jedoch ihren rechten Schuh.
Der Prinz nimmt die Verfolgung auf und erreicht den Hof, auf dem Aschenbrödel mit Stiefmutter und -schwester lebt. Doch keiner der anwesenden Frauen passt der zierliche Tanzschuh der Unbekannten. Schließlich fällt dem Knecht Vinzek das Aschenbrödel ein, das spurlos verschwunden ist. Die Stiefmutter ergreift die Gelegenheit und gibt ihre Tochter Dora als Aschenbrödel aus. Dies scheitert jedoch, und nachdem Aschenbrödel aus der dritten Haselnuss ein prachtvolles Brautkleid bekommen hat, zeigt sie sich darin dem Prinzen. Der Schuh passt ihr perfekt. Nun kann der Prinz auch das dreifache Rätsel beantworten – es waren seine drei Begegnungen mit Aschenbrödel. Zusammen reiten sie über die verschneiten Felder zum Schloss.

## Hintergrund

### Vorlage und Drehbuch

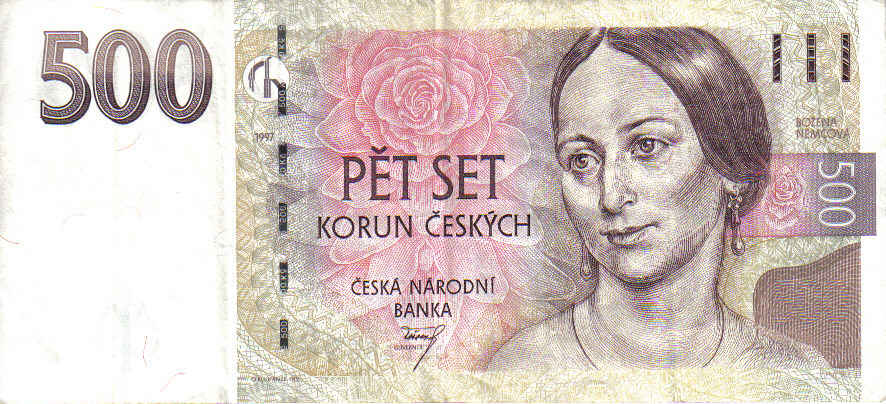
Banknote zu 500 Kronen mit Božena Němcová

Der Märchenfilm entstand nach dem Märchen O Popelce (deutsch: Über Aschenputtel) von Božena Němcová. Diesem Märchen liegt das Grimmsche Märchen Aschenputtel zugrunde. Es werden drei Haselnüsse als Wunschinstrumente integriert – ein Motiv, das in den über 400 bekannten Varianten des Märchens auf mehreren Kontinenten seit der Antike weit verbreitet ist. Da seine Werke nach dem Prager Frühling seit 1970 verboten waren, schrieb der Autor František Pavlíček das Drehbuch unter Pseudonym. Auch die auf Wunsch der DEFA erfolgende Umarbeitung von Sommer auf Winter übernahm er.

### Besetzung
Durch den Film wurden die beiden Hauptdarsteller Libuše Šafránková und Pavel Trávníček berühmt. Beide Schauspieler wurden mehr oder weniger durch Zufall ausgewählt. Regisseur Václav Vorlíček erinnerte sich nach einem Casting mit über 2000 Bewerberinnen an ein Mädchen, das er Jahre zuvor in einem Fernsehfilm gesehen hatte, Libuše Šafránková. Trávníček entdeckte er, als dieser in einem Abschlussfilm für einen Freund mitspielte, dessen Prüfer Vorlíček war.
Die Besetzung bestand mehrheitlich aus tschechischen Schauspielern; daneben wurden mit Carola Braunbock, Rolf Hoppe und Karin Lesch aber die größeren Nebenrollen mit Schauspielern aus Ostdeutschland besetzt, ebenso viele der kleineren Rollen auf Schloss Moritzburg. Die internationale Besetzung ergab sich aus der Kooperation von DEFA und Filmstudios Barrandov. Erst am Ende der Dreharbeiten wurde den tschechoslowakischen Mitarbeitern bekannt, dass Carola Braunbock als mit 19 Jahren Vertriebene perfekt Tschechisch sprach und auf diese Weise sämtliche Gespräche, Anekdoten und auch jede sonstigen Bemerkungen verstanden hatte, sie hatte sich dies jedoch bis dahin nie anmerken lassen.

### Dreharbeiten

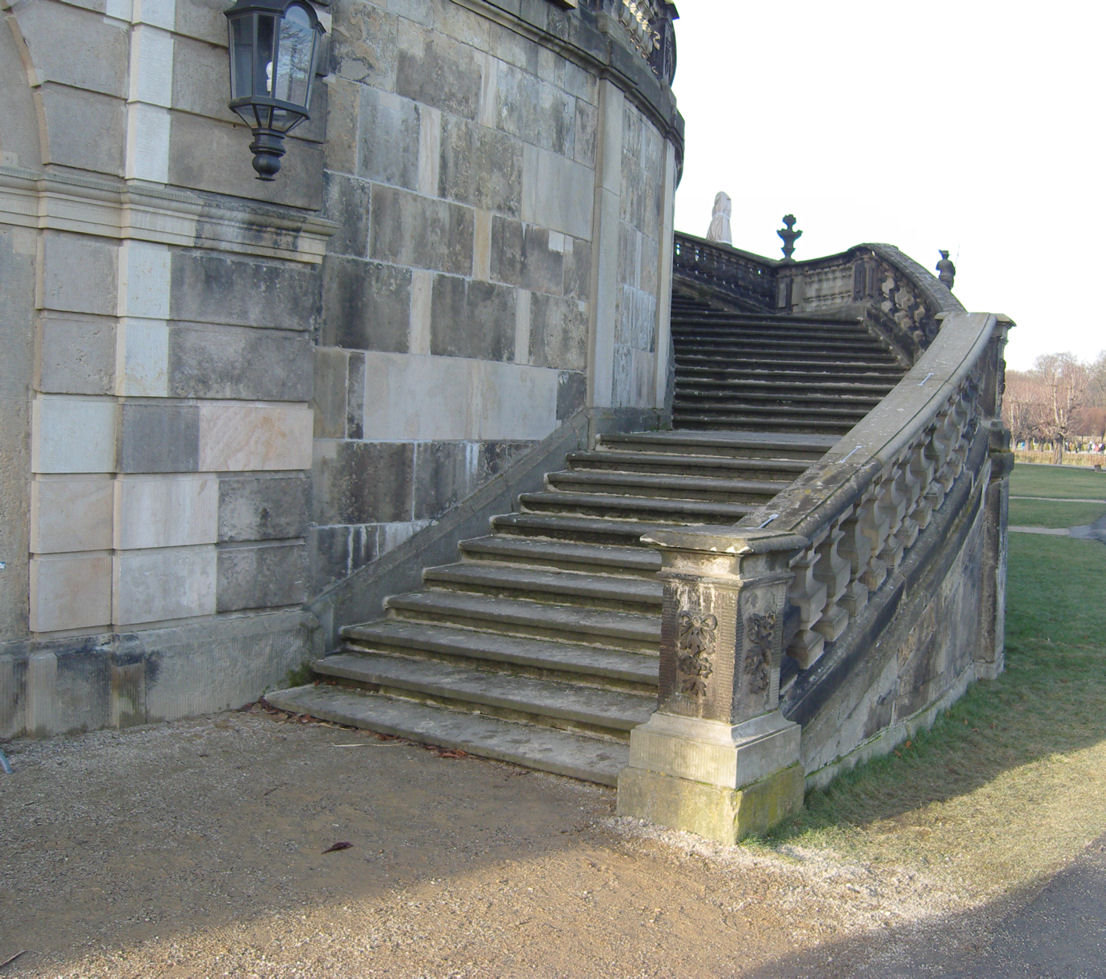
Auf dieser Treppe an der östlichen Seite von Schloss Moritzburg verliert Aschenbrödel ihren Schuh.

Der Film sollte eigentlich im Sommer spielen; die DEFA drängte aber darauf, im Winter zu drehen, da ihre Arbeiter im Sommer schon ausgelastet waren. Dadurch fanden die Dreharbeiten in den ersten Monaten des Jahres 1973 statt. Gedreht wurden viele der Innenszenen in Kulissen der Filmstudios Babelsberg in Potsdam und der Filmstudios Barrandov in Prag. Original-Drehorte sind rund um Schloss Moritzburg bei Dresden zu finden, das als Schloss der Königsfamilie fungiert, sowie an verschiedenen Orten in der damaligen Tschechoslowakei, beispielsweise in der Burg Švihov (welche das Anwesen von Aschenbrödels Vater darstellt) und im Böhmerwald. Pavel Trávníček erinnerte sich anlässlich des 50. Filmjubiläums, dass der Drehwinter „schrecklich kalt“ (tatsächlich bis zu minus 17 Grad) gewesen sei, man sei aber jung gewesen und habe es hingenommen.
Eine Schwierigkeit war, dass an den tschechischen Drehorten deutlich mehr Schnee lag als bei Schloss Moritzburg. Als Lösung wollten die Filmemacher für einige Außenaufnahmen für den Schluss des Films in Moritzburg auf verschiedene Arten Kunstschnee zurückgreifen. Dies wurde tatsächlich mit Polystyrol und mit Fischmehl probiert. Aus diesem Faktum wurden zahlreiche Kolportagen erstellt, zum Beispiel, dass es am Set manchmal stark gerochen habe. Tatsächlich setzte kurz vor Ende der Dreharbeiten Schneefall ein, so dass die wesentlichen Schlussszenen nicht nur im (originalen) Schnee, sondern auch die große Schlussszene beider Hauptdarsteller zu Pferde vor einer großen und bis dahin unberührt gebliebenen Wiese mit einem Kameraschwenk auf das Schloss Moritzburg gedreht werden konnten.
Ebenfalls problematisch war der Ausbruch der Maul- und Klauenseuche während der Dreharbeiten: Die an ihre Schauspieler gewöhnten Pferde durften nicht aus der Tschechoslowakei in die DDR transportiert werden, weshalb es manche Pferde zweimal gab. So wurde Aschenbrödels Pferd Nikolaus bei den in der Tschechoslowakei gedrehten Szenen von dem Pferd Ibrahim, bei den in der DDR gedrehten Szenen von dem ähnlich aussehenden Pferd Kalif dargestellt. Kalif stammte ursprünglich aus Israel und war zum Zeitpunkt der Dreharbeiten ein erfahrenes Zirkus- und Filmpferd, das schon zuvor in DEFA-Produktionen eingesetzt worden war.
Für die Reitszenen waren Doubles nötig. Pavel Trávníček, Vítězslav Jandák und Jaroslav Drbohlav hatten keine Reiterfahrungen, also bekamen alle drei einen Grundkurs. Libuše Šafránková wurde von einer Stuntfrau ersetzt, als das Pferd über einen Baumstamm springen musste. Die Szene, in der sie dem Prinzen das Pferd stiehlt, habe sie hingegen ganz allein gemeistert, da sie reiten konnte. Beim Ritt auf der Rampe kam dann eine weitere Stuntfrau zum Einsatz. Einer der Doubles war der spätere Politiker Ulrich Junghanns.
In der ersten Begegnung zwischen Aschenbrödel und dem Prinzen, in der ihn unvermittelt ein Schneeball trifft, erscheint durch geschickte Schnitttechnik dieser als von dem kecken Aschenbrödel geworfen. Tatsächlich war es der Regisseur Vorlíček selbst, der hier nachhalf.
Eine unter Tierfreunden häufig diskutierte Szene ist die des vermeintlichen Todeskampfes eines von einem Armbrustpfeil getroffenen Fuchses. Gedreht wurde sie mit einem zahmen Tier, dem dazu eine Pfeil-Attrappe am Körper befestigt wurde. Bei anschließenden Aufnahmen des frei laufenden Fuchses entlief dieser, und nach Einschätzung des Besitzers war er nicht in der Lage, im Winter auf sich gestellt zu überleben, da er nie zu jagen gelernt hatte.
Die Kostüme verantworteten Theodor Pištěk, der später für Amadeus einen Oscar gewinnen sollte, und Günther Schmidt-Heidemann, der die Einkleidung der ostdeutschen Schauspieler besorgte.

### Filmmusik

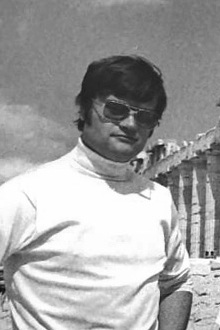
Karel Svoboda (1969)

Bekannt geworden ist die Filmmusik des Komponisten Karel Svoboda, gespielt vom Symphonieorchester Prag, die als Soundtrack auf CD erschienen ist. In der deutschen Fassung ist der Soundtrack durchgehend instrumentell gehalten, während man im tschechischen Original Karel Gott (für den Svoboda häufig komponierte) mit dem Lied Kdepak, ty ptáčku, hnízdo máš? singen hört. Ende 2008 fertigte der britisch-deutsche DJ und Produzent Shaun Baker zusammen mit der Sängerin Maloy aus der ursprünglich instrumentalen Musik eine vokale Variante, die unter dem Titel Could You, Would You, Should You erschienen ist. Ebenfalls 2008 erschien eine weitere Version der Titelmusik mit englischem Text von der deutschen Sängerin Carinha. Das Lied Believe in Three Hazelnuts wurde zunächst mit der Originalfilmmusik veröffentlicht, 2009 folgten Aufnahmen aus dem Filmschloss Moritzburg und 2011 mit dem Kinderchor Dresdner Spatzen.
2009 erschien eine deutsche Version des Themas mit dem Titel Küss mich, halt mich, lieb mich, interpretiert von Ella Endlich. Diese Textfassung von Marc Hiller war die erste, die von den Erben Karel Svobodas in deutscher Sprache genehmigt wurde. Sie erreichte in Deutschland Platz 12 der Singlecharts.

### Synchronisation
Die deutschen Schauspieler wurden für die tschechoslowakische Fassung des Films synchronisiert. Für die deutsche Fassung war die DEFA zuständig. Zusätzlich wurde Pavel Trávníček für die tschechische Fassung synchronisiert, weil nach Aussage des Regisseurs der 23-Jährige zu diesem Zeitpunkt noch einen stark mährischen Akzent hatte.
| Rolle          | Darsteller        | Deutsche Synchronsprecher | Tschechische Synchronsprecher |
| -------------- | ----------------- | ------------------------- | ----------------------------- |
| Aschenbrödel   | Libuše Šafránková | Dorothea Meissner         |                               |
| Prinz          | Pavel Trávníček   | Peter Reusse              | Petr Svojtka                  |
| Stiefmutter    | Carola Braunbock  |                           | Jaroslava Adamová             |
| Dora           | Dana Hlaváčová    | Illelore Kuhnert          |                               |
| König          | Rolf Hoppe        |                           | Otto Šimánek                  |
| Königin        | Karin Lesch       |                           | Květa Fialová                 |
| Präzeptor      | Jan Libíček       | Ivan Malré                |                               |
| Knecht Vinzek  | Vladimír Menšík   | Kurt Böwe                 |                               |
| Jäger          | Miloš Vavruška    | Joachim Pape              |                               |
| Kamil          | Vítězslav Jandák  | Joachim Siebenschuh       |                               |
| Vítek          | Jaroslav Drbohlav | Gerd Blahuschek           |                               |
| Wirtschafterin | Míla Myslíková    | Waltraut Kramm            |                               |
| Küchenjunge    | Jiří Růžička      | Carmen-Maja Antoni        |                               |

## Rezeption

### Ausstrahlung
Der Film wird häufig mit 1. November 1973 als offizielles Datum der Premiere genannt. Tatsächlich hatte er nach Recherchen des Nationalen Filmarchivs in Prag nach einer Galapremiere am 26. Oktober 1973 vor der SSM (Socialistický svaz mládeže; Sozialistischer Jugendverband, Jugendorganisation der Tschechoslowakei von 1970–1989) in der ČSSR am 16. November 1973 Kinopremiere, in der DDR am 8. März 1974 und in der Bundesrepublik Deutschland am 19. Dezember 1974.
Am 26. Dezember 1975 wurde er erstmals im bundesdeutschen Fernsehen gezeigt. Seitdem wird er von Fernsehsendern in Tschechien, der Slowakei, Deutschland, Norwegen, Österreich und der Schweiz regelmäßig in der Weihnachtszeit ausgestrahlt. In Deutschland wird der Film in der ARD sowie auf ihren Regional- und Spartensendern in der Weihnachtszeit, zwischen dem Anfang des Advents und Heilige Drei Könige, diverse Male gezeigt. So gab es beispielsweise für den Zeitraum vom 1. Dezember 2024 bis zum 6. Januar 2025 insgesamt 15 Ausstrahlungstermine im deutschen Fernsehen, zudem lief der Film in der ARD-Mediathek.

### Kritiken
Allgemein erhält der Film bis heute überwiegend positive Filmkritiken. Die Fernsehzeitschrift Prisma lobte etwa: „Regisseur Vaclav Vorlicek (…) gelang mit dieser frischen Variante eine der schönsten Märchenadaptionen der Filmgeschichte. (...) Libuse Safránková verkörpert vollkommen glaubhaft die grimmsche Märchengestalt Aschenputtel und war von dieser Zeit an nicht mehr aus tschechischen Märchen- und Kinderfilmen wegzudenken.“
Ronald M. Hahn, Volker Jansen und Norbert Stresau schrieben 1986 im Lexikon des Fantasy-Films: „Die tschechische Version des bekannten Märchens bemüht sich nicht nur um Witz und Humor, sondern läßt Aschenbrödel auch aktiv und engagiert werden.“ Adolf Heinzlmeier und Berndt Schulz schreiben im Lexikon Filme im Fernsehen: „Auch in Böhmen ist das Aschenbrödel bekannt und beliebt, dort darf es schießen, reiten und auf Bäume klettern. Originelle Bearbeitung eines Märchenklassikers“ (Wertung: 2½ von 4 möglichen Sternen=überdurchschnittlich). Auch das Lexikon des internationalen Films hob die Darstellung der Titelfigur im Vergleich zu anderen Varianten des Aschenputtel-Märchens hervor: „Die tschechoslowakische Variante des bekannten Märchens: Aschenbrödel nimmt hier nicht alles hin, sondern den Kampf gegen die Ungerechtigkeit auf – mit List, Witz und drei Zaubernüssen.“ Es sei ein „erfrischend frecher und witziger Film, vorwiegend an Naturschauplätzen gedreht“.

### Auszeichnungen
Der Film hat weltweit Preise gewonnen, unter anderem den Goldenen Eisvogel (Tschechien). Er ist in Tschechien zum besten Märchenfilm des 20. Jahrhunderts gewählt worden. Die DVD zum Film erhielt 2015 14× Platin für 700.000 verkaufte Einheiten in Deutschland.

### Adaptionen
- Im Juni 2013 hatte auf der Felsenbühne Rathen ein gleichnamiges Musical Premiere. Das Buch dazu stammt von Katrin Lange, die Gesangstexte von Edith Jeske und die Musik von Thomas Zaufke. Es spielte ein Ensemble der Landesbühnen Sachsen in einer Inszenierung von Manuel Schöbel.[23]
- Im November 2018 wurde am Schauspiel Wuppertal (Wuppertaler Bühnen) Drei Haselnüsse für Aschenbrödel von Henner Kallmeyer als Familienstück inszeniert. Die Filmmusik wurde dafür vom Sinfonieorchester Wuppertal unter der Leitung von Kapellmeister Johannes Pell aufgenommen.[24]
- Seit November 2018 gibt es ein offiziell lizenziertes personalisierbares Märchenbuch „Drei Haselnüsse für …“, das von der Nordkurier Mediengruppe verlegt wird.[25]
- Das Meininger Staatstheater inszenierte in der Spielzeit 2020/21 im Rahmen des alljährlichen Weihnachtsprogramms Drei Haselnüsse für Aschenbrödel nach dem gleichnamigen Märchenfilm unter Regie von Gabriela Gillert.[26] Zu den Darstellern gehörten unter anderen Carla Witte als Aschenbrödel und Christine Zart als Stiefmutter. Die Filmmusik von Karel Svoboda spielte die Meininger Hofkapelle. Da wegen der Corona-Pandemie die Theateraufführungen in dieser Spielzeit nicht möglich waren, zeichnete das MDR-Fernsehen am 11. Dezember 2020 die Inszenierung auf und stellte diese in die ARD-Mediathek zum Abruf bereit.[27]
- Im November 2021 erschien eine norwegische Neuverfilmung von Cecilie Mosli. Die Titelrolle hat die Popsängerin Astrid Smeplass inne.

## Ausstellungen

### Sonderausstellung im Schloss Moritzburg

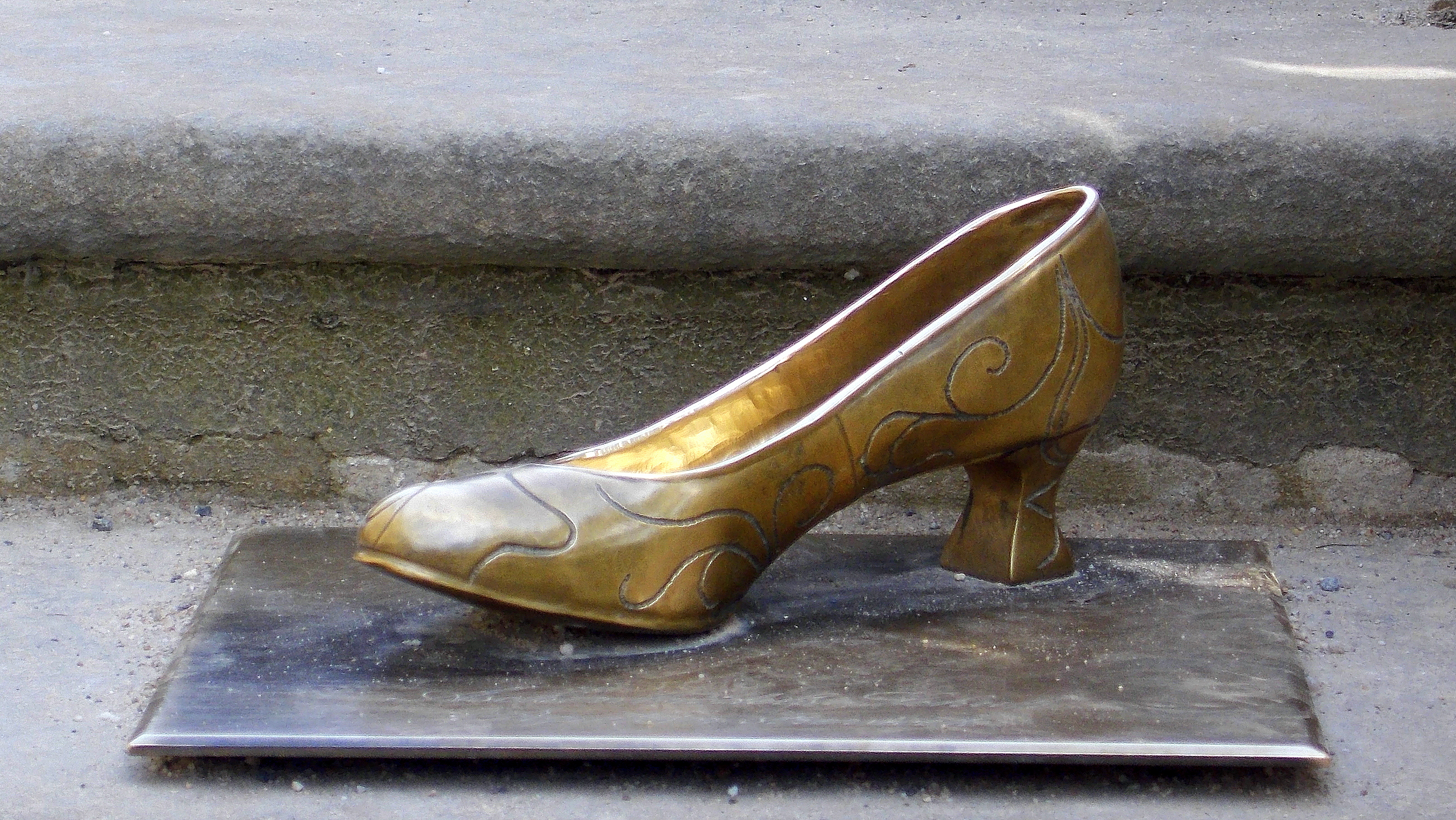
Ausstellung mit Aschenbrödels Schuh

In den Wintermonaten wird im Schloss Moritzburg eine Sonderausstellung zum Film präsentiert. Aber auch im Sommer gelten die originalen Spielstätten in Moritzburg als Touristenziel. Die Treppe, auf der Aschenbrödel ihren Schuh verlor, auf der inzwischen eine Nachbildung aus Bronze aufgestellt wurde, gilt als beliebter Ort für Heiratsanträge.
Die erste Winterausstellung 2009/2010 zählte mehr als 150.000 Besucher. Jährlich gibt es wechselnde Schwerpunkte, die auch Wünsche und Vorschläge der Besucher berücksichtigen. So stellte die dritte Winterausstellung 2012/2013 vor allem Kostüme und die Filmmusik vor. Ende Februar 2014 wurde eine Kopie von Aschenbrödels Ballkleid aus der Ausstellung gestohlen; es wurde im Mai 2014 per Paket zurückgeschickt.
Mittlerweile werden die Festsäle des Schlosses und die Original-Filmstätten verstärkt einbezogen und bieten einen Rahmen für die Requisiten und Kostüme des Films. Der Ausstellungsrundgang im winterlich dekorierten Schloss zeigt die Kulissen wie den Bauernhof oder die Gute Stube. Es wurden Interviews mit dem Regisseur und Darstellern aufgenommen. In zu Kinosälen umfunktionierten Räumen wird u. a. ein Dokumentarfilm des Babelsberger Filmgymnasiums über die Entstehung des Ballsaals gezeigt, der zusätzlich im Maßstab 1:8 zu sehen ist. Lebensgroße Wachsfiguren von Aschenbrödel und dem Prinzen sind zur Filmmusik von Karel Svoboda ausgestellt. Einige Filmfiguren können mittels einer Kurbel zum Tanzen gebracht werden und eine Trickkamera zeigt die Verwandlung der Haselnuss in Aschenbrödels Hochzeitskleid.
Nach den Einschränkungen der Corona-Jahre widmete sich die Ausstellung zum 50. Jubiläum des Films 2023 dem Phänomen seiner ungebrochenen Popularität. Im Jahr 2024 wurde die Ausstellung modernisiert und erweitert. Zudem gibt es mehr Stationen zum Mitmachen und Ausprobieren.

### Dauerausstellung in der Burg Švihov
In der Burg Švihov wurde im Jahr 2013, anlässlich des 40. Jubiläums des Films, die Ausstellung Auf Aschenbrödels Spuren eröffnet. In der Dauerausstellung sind originale Kleidungsstücken und Filmutensilien zu sehen. Ergänzt wird die Ausstellung von einem Informationspfad, der zu Drehorten in der Umgebung der Burg führt.

### Weitere Ausstellungsobjekte
Die aus dem Film erhalten gebliebenen Haselnüsse sind als Original-Requisiten in der Dauerausstellung im Filmmuseum Potsdam zu sehen.

## Dokumentarfilme und Reportagen
- Wenn Märchen wahr werden – Geschichten um „Drei Haselnüsse für Aschenbrödel“ (Alternativtitel: Auf den Spuren von Aschenbrödel). MDR, 60 Min., Deutsche Erstausstrahlung: 24. Dezember 2005.[35][36]
- Drei Haselnüsse für Aschenbrödel: Geheimnisse zum Lieblingsfilm – Eine Dokumentation zum Jubiläum. MDR, 60 Min., Deutsche Erstausstrahlung: 22. Dezember 2013.[37][38]
- Drei Haselnüsse für Aschenbrödel: Geschichten und Geheimnisse zum Kultfilm. MDR, 90 Min., Deutsche Erstausstrahlung: 14. Dezember 2014.[39][40]
- Drei Haselnüsse für Aschenbrödel. (= Märchenreise. Folge 2). ARD, 25 Min., Deutsche Erstausstrahlung: 3. Dezember 2023 (Online in der ARD Mediathek. Video verfügbar bis 21. Januar 2029).[41]
- Drei Haselnüsse und ein Mythos – 50 Jahre Aschenbrödel. MDR, 45 Min., Deutsche Erstausstrahlung: 17. Dezember 2023 (Online in der ARD Mediathek. Video verfügbar bis 16. Dezember 2028).[42][43]